# Simulium paynei
Simulium paynei är en tvåvingeart som beskrevs av Vargas 1942. Simulium paynei ingår i släktet Simulium och familjen knott. Inga underarter finns listade i Catalogue of Life.